# 塞镇
塞镇（法語：Sées，法語發音：[se] ⓘ），法国西北部城市，诺曼底大区奥恩省的一个市镇，隶属于阿朗松区，其市镇面积为40.31平方公里，2022年1月1日时人口数量为4,182人，在法国城市中排名第2,641位。
塞镇位于奥恩省中部，奥恩河畔，是一个区域性的中心城市，勒芒－梅济东铁路和多条公路在此交汇。塞镇是天主教塞镇教区的首府，自公元五世纪起成为该区域的宗教中心。

## 地名来源
“Sées”一名出自古典时期活动于此的萨吉人，后者为的一支高卢人部落。公元5世纪初，塞镇曾以拉丁语“Civitas Saiorum”的形式被记载。
尽管中文译名为“塞镇”，但其对应原名“Sées”并不含“城镇”之意。在部分汉语资料中，“Sées”被译为塞。

## 历史

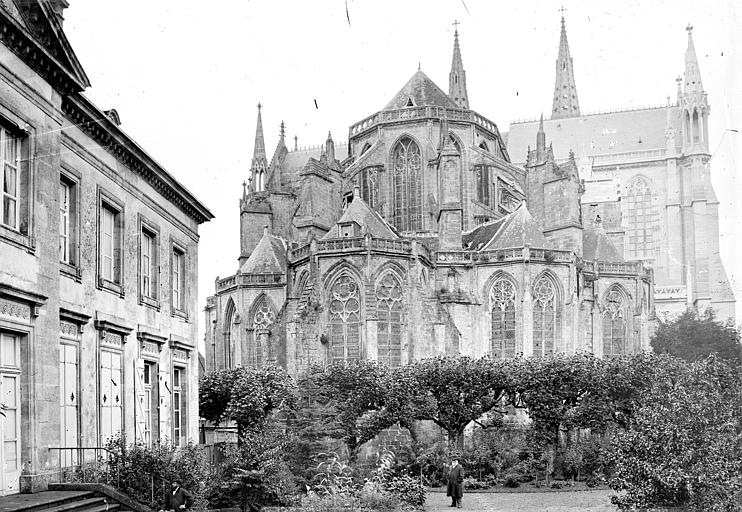
19世纪末的塞镇主教座堂

根据当地官方网站的论述，塞镇在古典时期就已形成聚落。公元440年，教宗波尼法爵一世设立塞镇教区，并任命拉蒂安为首任主教，塞镇由此成为一个区域性的宗教权力中心。公元6世纪时，塞镇兴建了圣马丁修道院。中世纪中期，塞镇所处区域被诺曼人控制并建立公国，后又被金雀花王朝控制；而塞镇则长期成为贝莱姆家族的一处领地，后者自公元11世纪起获得阿朗松伯爵爵位。1118年12月18日，安茹伯爵富尔克与英格兰国王亨利一世在此发生塞镇战役并取得胜利。中世纪中后期，塞镇逐渐形成主教（Evêque）、修道院（Abbé）和伯爵（Comte）三个独立的城关。公元13世纪时，塞镇的三个城关被合并，塞镇成为一个综合性的集镇。法国大革命后，塞镇成为奥恩省的一个市镇。1858年，途径塞镇的勒芒－梅济东铁路建成通车。第二次世界大战期间，塞镇曾被纳粹德军占领，1944年5月22日，英国皇家空军一架阿姆斯特朗-惠特沃斯惠特利战机在塞镇附近坠毁，造成六名军官丧生。同年八月，塞镇被联军解放。

## 地理

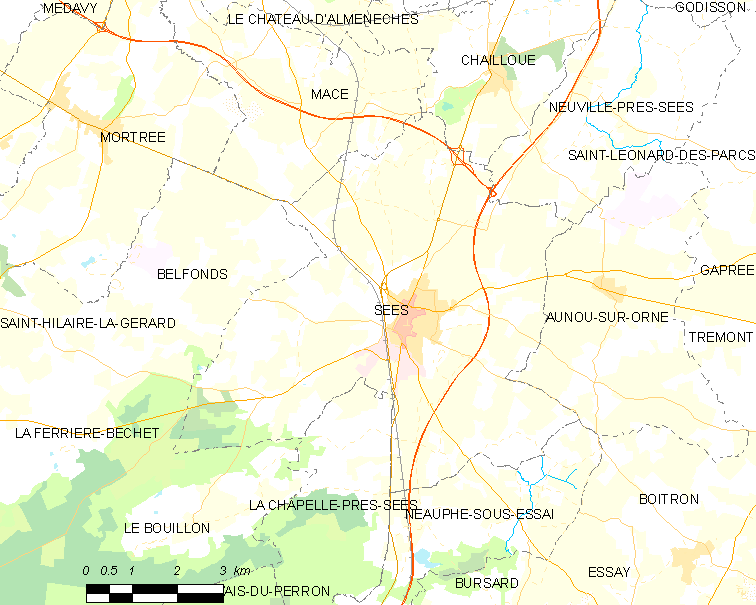
塞镇市镇范围地图

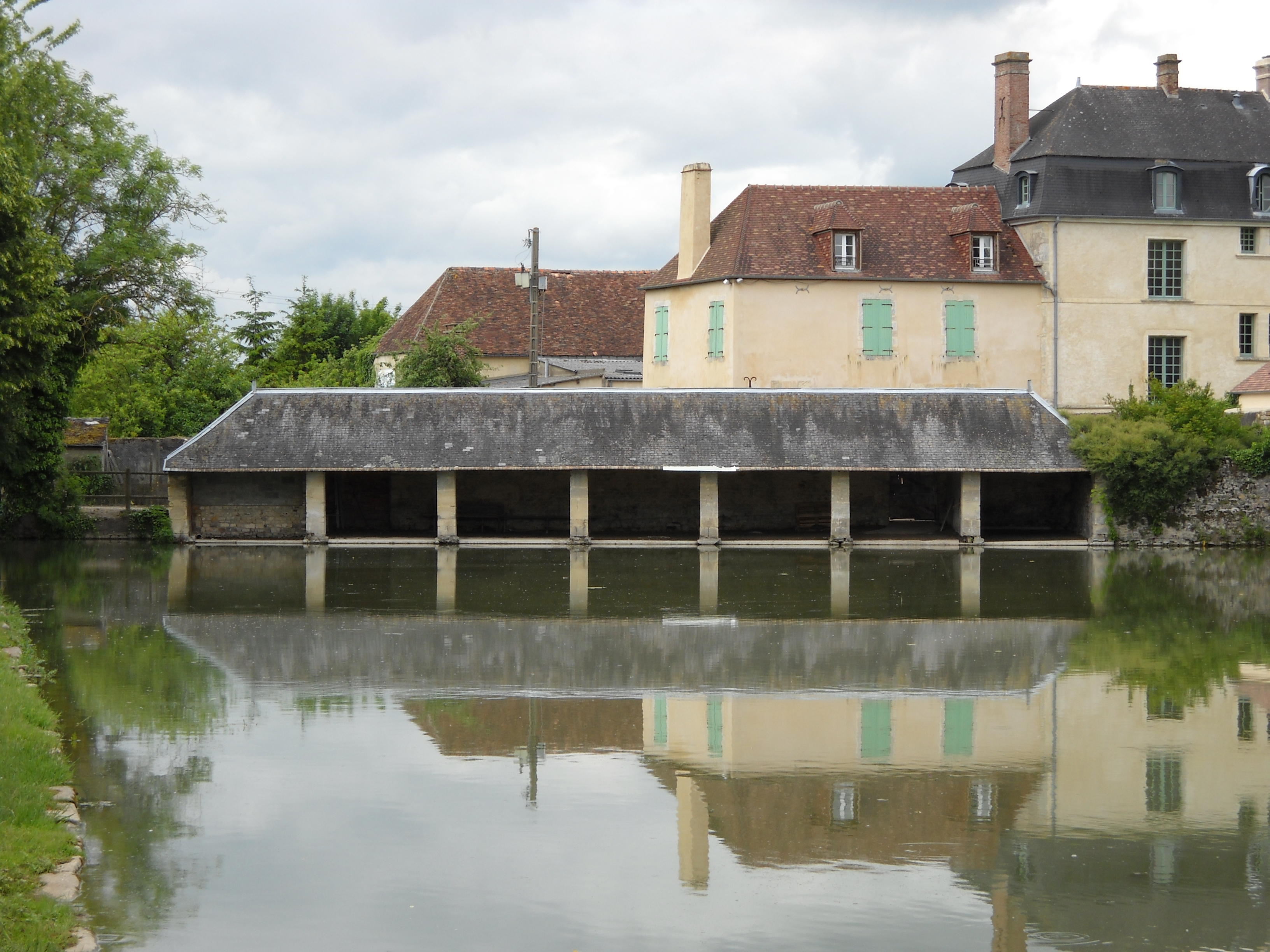
塞镇垂钓塘

塞镇位于法国西北部，诺曼底大区西南部和奥恩省中部，距离省会阿朗松大约22公里。与塞镇接壤的市镇包括：马塞、沙尤埃、贝尔丰、拉费里耶尔贝谢、勒布永、奥恩河畔欧努、塞镇附近拉沙佩勒和诺夫苏塞赛。

### 地形
塞镇位于诺曼底丘陵腹地，境内以浅丘和平原为主，市镇中心地势较为平坦，全境海拔在170到321米之间。

### 水文
奥恩河自东向西流经塞镇市中心，该河独立注入大西洋，其左岸支流“薰衣草园溪”（ruisseau de la Lavanderie）在塞镇镇中心与其交汇。塞镇市镇西侧有一处名为“垂钓塘”（Étang des Pêcheurs）的大型人工露天水池。

### 植被
塞镇属于温带阔叶混交林区，镇中心的阿尔让特雷公园（Parc d'Argentré）是当地主要的城市绿地，圣马丁修道院内建有人工花园，林地则多分布于河流附近。
在鲜花城市的评比中，塞镇被评为1星级鲜花城市。

### 气候
塞镇在柯本气候分类法中属于温带海洋性气候。
塞镇境内设有常年气象站，以下为该气象站的数据（其中日照数据取自阿朗松）：
| 塞镇1981年－2019年  | 塞镇1981年－2019年 | 塞镇1981年－2019年 | 塞镇1981年－2019年 | 塞镇1981年－2019年 | 塞镇1981年－2019年 | 塞镇1981年－2019年 | 塞镇1981年－2019年 | 塞镇1981年－2019年 | 塞镇1981年－2019年 | 塞镇1981年－2019年 | 塞镇1981年－2019年 | 塞镇1981年－2019年 | 塞镇1981年－2019年 |
| 月份                | 1月                | 2月                | 3月                | 4月                | 5月                | 6月                | 7月                | 8月                | 9月                | 10月               | 11月               | 12月               | 全年               |
| ------------------- | ------------------ | ------------------ | ------------------ | ------------------ | ------------------ | ------------------ | ------------------ | ------------------ | ------------------ | ------------------ | ------------------ | ------------------ | ------------------ |
| 历史最高温 °C（°F） | 16.9 (62.4)        | 18.1 (64.6)        | 22.7 (72.9)        | 26.8 (80.2)        | 30.3 (86.5)        | 35.8 (96.4)        | 36 (97)            | 39.1 (102.4)       | 33.2 (91.8)        | 26 (79)            | 18.8 (65.8)        | 15.5 (59.9)        | 39.1 (102.4)       |
| 平均高温 °C（°F）   | 6.5 (43.7)         | 7.6 (45.7)         | 11.1 (52.0)        | 13.9 (57.0)        | 17.8 (64.0)        | 21.2 (70.2)        | 23.6 (74.5)        | 23.7 (74.7)        | 20.3 (68.5)        | 15.5 (59.9)        | 10.1 (50.2)        | 6.9 (44.4)         | 14.9 (58.8)        |
| 日均气温 °C（°F）   | 3.9 (39.0)         | 4.3 (39.7)         | 7 (45)             | 9 (48)             | 12.7 (54.9)        | 15.7 (60.3)        | 17.9 (64.2)        | 17.8 (64.0)        | 14.9 (58.8)        | 11.4 (52.5)        | 7 (45)             | 4.3 (39.7)         | 10.5 (50.9)        |
| 平均低温 °C（°F）   | 1.3 (34.3)         | 1 (34)             | 2.9 (37.2)         | 4.1 (39.4)         | 7.6 (45.7)         | 10.3 (50.5)        | 12.1 (53.8)        | 12 (54)            | 9.6 (49.3)         | 7.3 (45.1)         | 3.9 (39.0)         | 1.7 (35.1)         | 6.2 (43.2)         |
| 历史最低温 °C（°F） | −21.5 (−6.7)       | −15.5 (4.1)        | −10.5 (13.1)       | −5.5 (22.1)        | −2.5 (27.5)        | 0.5 (32.9)         | 3.5 (38.3)         | 2.1 (35.8)         | 0 (32)             | −5.5 (22.1)        | −8 (18)            | −11.3 (11.7)       | −21.5 (−6.7)       |
| 平均降水量 mm（）   | 84.3 (3.32)        | 59.4 (2.34)        | 63 (2.5)           | 60.6 (2.39)        | 70.5 (2.78)        | 51.5 (2.03)        | 60.4 (2.38)        | 48.8 (1.92)        | 65.7 (2.59)        | 84.6 (3.33)        | 73.7 (2.90)        | 87.5 (3.44)        | 810 (31.9)         |
| 月均日照時數        | 62                 | 85                 | 131.4              | 163.4              | 190.3              | 217.7              | 215                | 212.4              | 168.2              | 113.6              | 70.5               | 60.4               | 1,689.9            |
| 来源：infoclimat.fr |                    |                    |                    |                    |                    |                    |                    |                    |                    |                    |                    |                    |                    |

## 行政区划
塞镇的市镇编号为61464，邮政编号为61500。
在行政管理方面，塞镇隶属于法国诺曼底大区奥恩省阿朗松区；在地方选举方面，塞镇是塞镇县的中央投票站所在地，其市镇范围全境被划入奥恩省第一选区；在社会管理方面，塞镇是奥恩河源市镇公共社区的办公驻地。
截至2023年2月，塞镇市镇范围内暂无城市敏感街区及城市政策优先街区。
法国国家统计与经济研究所（简称）在进行数据统计时，将塞镇单独设为塞镇城市核心区（Unité urbaine de Sées）以及塞镇城市区（Aire urbaine de Sées）。自2020年起，塞镇城市区被包含7个市镇的塞镇城市辐射区代替。此外，还将塞镇市镇整体看作一个“块区”（IRIS），以便于统计人口分布情况。

## 交通

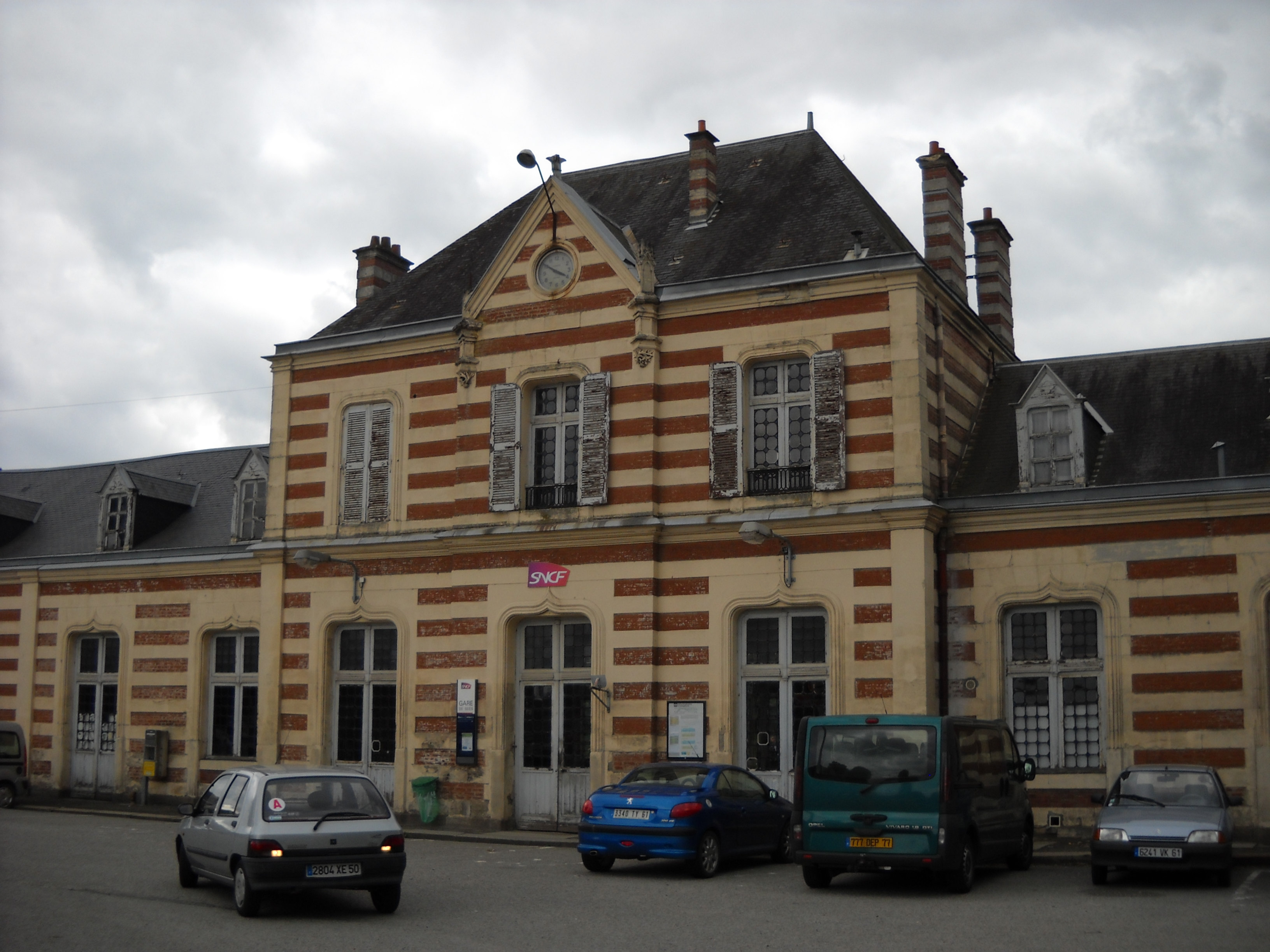
塞镇火车站主站房

### 公路
A28和A88两条高速公路在塞镇市区东北部交汇，其中A88高速公路的16号出入口连接塞镇市区；此外多条奥恩省省道在塞镇境内交汇。诺曼底大区下属的城际客运提供校车巴士线路，可前往周边部分市镇。
| 16 （连接A28和N158） | 3.4 |

| 阿朗松 | 23 |

| 马塞堡 | 44 |

| 卡昂 | 85 |

| 阿让唐 | 22 |

| 莱格勒 | 43 |

| 莫尔塔涅欧佩什 | 33 |

2019年，64.2%的塞镇家庭拥有至少一辆私人汽车。2019年，塞镇境内共发生各类交通事故5起，造成7人受伤，其中1人重伤。

### 铁路
塞镇位于勒芒－梅济东铁路上。塞镇站位于市区西南部，停靠往返于勒芒和卡昂一线的区域列车，部分班次可直通图尔。

### 航空
距离塞镇最近的民用航空站为卡昂机场，距离塞镇市中心的公路里程约96公里。

### 城市公共交通
截至2023年2月，塞镇暂无城市公共交通系统。

## 政治

### 市政内阁

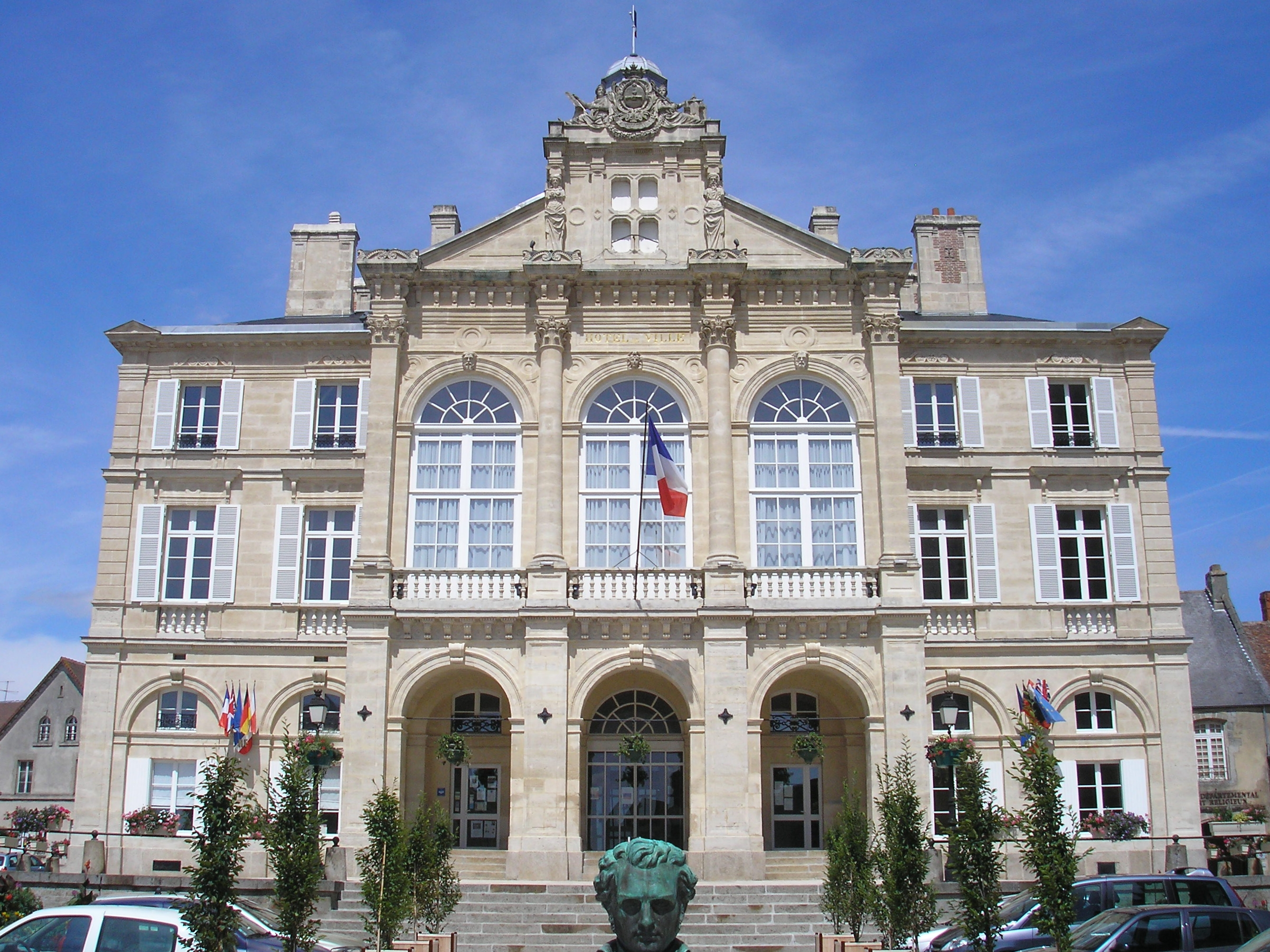
塞镇市政厅

塞镇的现任市长为穆斯塔法·马阿奇先生（MMostefa MAACHI），他是一名右翼无党派人士，在2020年的市政选举中获得了72.06%的支持率。
| 塞镇历届市长           | 塞镇历届市长                           | 塞镇历届市长      |
| 任期                   | 市长                                   | 党派              |
| ---------------------- | -------------------------------------- | ----------------- |
| （1974年以前资料暂缺） |                                        |                   |
| 1974年－1995年         | André DUBUISSON 安德烈·迪比松          | DVD右翼无党派人士 |
| 1995年－2008年         | Jean-Pierre PELLETIER 让-皮埃尔·佩勒捷 | PS社会党          |
| 2008年－2012年         | Francis BOUQUEREL 弗朗西斯·布克雷尔    | DVD右翼无党派人士 |
| 2012年－2020年         | Jean-Yves HOUSSEMAINE 让-伊夫·乌斯迈纳 | DVD右翼无党派人士 |
| 2020年－               | Mostefa MAACHI 穆斯塔法·马阿奇         | DVD右翼无党派人士 |

### 各级选举
| 塞镇历届投票选举结果 | 塞镇历届投票选举结果 | 塞镇历届投票选举结果 | 塞镇历届投票选举结果 | 塞镇历届投票选举结果          | 塞镇历届投票选举结果 | 塞镇历届投票选举结果 | 塞镇历届投票选举结果          | 塞镇历届投票选举结果 | 塞镇历届投票选举结果 |
| 选举项目             | 选举范围             | 选区单位             | 选区单位内的选举结果 | 选区单位内的选举结果          | 选区单位内的选举结果 | 选区单位内的选举结果 | 选区单位内的选举结果          | 选区单位内的选举结果 | 参考资料             |
| 选举项目             | 选举范围             | 选区单位             | 第一轮胜出者         | 第一轮胜出者                  | 支持率               | 第二轮胜出者         | 第二轮胜出者                  | 支持率               | 参考资料             |
| -------------------- | -------------------- | -------------------- | -------------------- | ----------------------------- | -------------------- | -------------------- | ----------------------------- | -------------------- | -------------------- |
| 2017年法國總統選舉   | 法國                 | 市镇                 |                      | 弗朗索瓦·菲永                 | 27.57%               |                      | 埃马纽埃尔·马克龙             | 62.24%               | [ 27 ]               |
| 2017年法国立法选举   | 奥恩省第一选区       | 市镇                 |                      | 若阿基姆·皮埃约               | 28.43%               |                      | 克里斯托夫·鲁瓦米耶           | 50.52%               | [ 27 ]               |
| 2019年欧洲议会选举   | 法國                 | 市镇                 |                      | 若尔当·巴尔代拉               | 28.21%               | （不适用）           | （不适用）                    | （不适用）           | [ 29 ]               |
| 2021年法国省级选举   | 奥恩省               | 县                   |                      | 若瑟丽娜·伯努瓦 克洛德·迪瓦尔 | 52.3%                |                      | 若瑟丽娜·伯努瓦 克洛德·迪瓦尔 | 63.54%               | [ 30 ]               |
| 2021年法国省级选举   | 奥恩省               | 市镇                 |                      | 若瑟丽娜·伯努瓦 克洛德·迪瓦尔 | 51%                  |                      | 若瑟丽娜·伯努瓦 克洛德·迪瓦尔 | 61.49%               | [ 30 ]               |
| 2021年法国大区选举   |                      | 市镇                 |                      | 埃尔韦·莫兰                   | 41.96%               |                      | 埃尔韦·莫兰                   | 50.96%               | [ 31 ]               |
| 2022年法国总统选举   | 法國                 | 市镇                 |                      | 埃马纽埃尔·马克龙             | 33.85%               |                      | 埃马纽埃尔·马克龙             | 54.71%               | [ 27 ]               |
| 2022年法国立法选举   | 奥恩省第一选区       | 市镇                 |                      | 玛丽-阿妮克·迪阿尔            | 29.26%               |                      | 玛丽-阿妮克·迪阿尔            | 52.17%               | [ 27 ]               |

## 人口
2019年，塞镇市镇人口数量为4,198，在法国排名第2,641位。其中男性1,881人，女性2,317人，75岁及以上人口占16.4%，外籍人口数量为46人，人口密度为104人/平方公里，当地居民被称为（男性）或（女性）。2020年，塞镇境内出生31人，死亡人口107人。
| 塞镇1901年－2020年人口变化情况 |
|                                |
| 数据来源：Cassini、INSEE       |

## 经济
塞镇是一个区域性的中心城市。截止2023年2月，塞镇市镇范围内共有各类用人单位（包含自雇）665家，平均历史为21年，其中99.42%为中小型企业（PME），2022年12月至2023年2月间，当地的经济活力指数为0.9%。（电力设备安装）、（化工产品）及（零售）是当地2021年营业额最高的三个企业，分别为24,894,105欧元、18,983,373欧元和17,585,501欧元。

## 财政与居民收入
2021年，塞镇的财政收入总额为4,233,960欧元，财政支出总额为3,564,780欧元，当年的债务总额为2,201,280欧元。2021年，塞镇市镇通过增值税获得321,260欧元的收入，此外当地还共获得了377,100欧元的国家直接财政补助。
2020年，塞镇的人均月收入总额为1,823欧元，其中高级职员为3,337欧元，低于法国平均水平（4,230欧元）；中级职员为2,347欧元，低于法国平均水平（2,411欧元）；普通职员为1,627欧元，亦低于法国平均水平（1,740欧元）。
2019年，塞镇境内的贫困率为16%，青壮年（15至64岁）失业率为15.7%；当地37.5%的家庭拥有纳税资格，平均纳税1,605欧元，低于法国平均水平（3,910欧元）。

## 社会事务

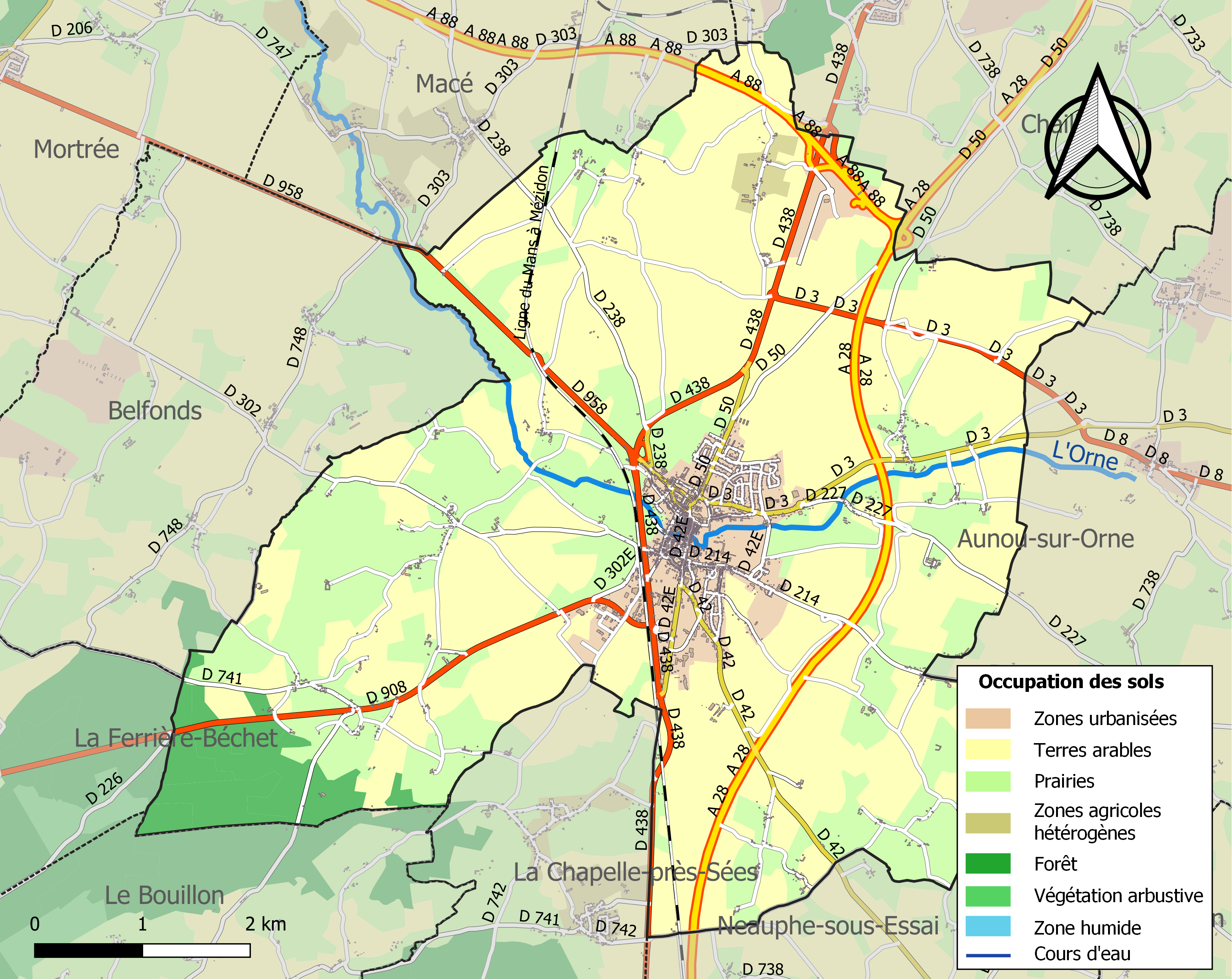
塞镇土地利用情况地图

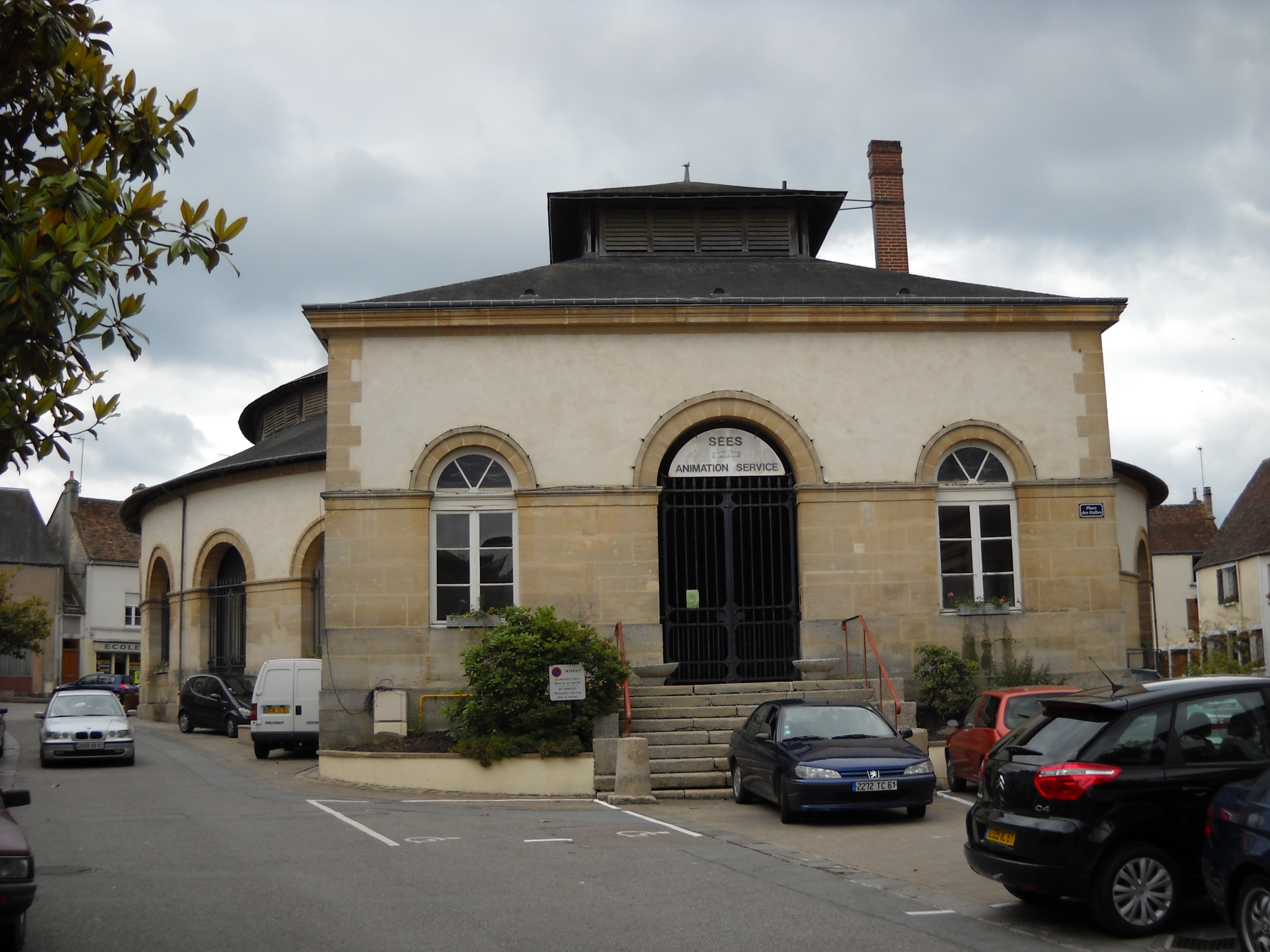
塞镇中心的塞镇谷物大堂

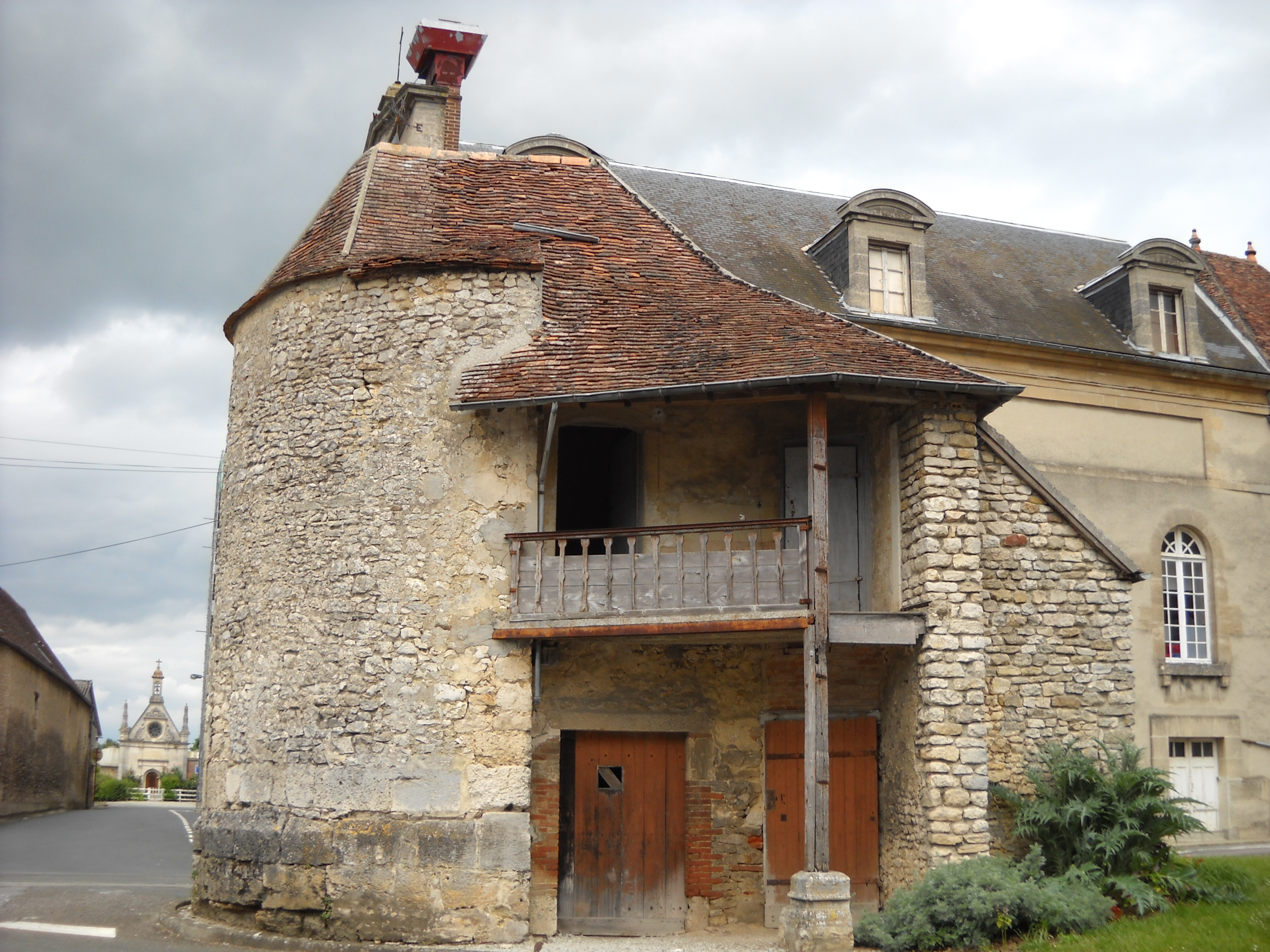
塞镇的一处历史建筑

### 教育
塞镇属于诺曼底学区。截止2021年1月1日，塞镇境内共有1所幼儿园、3所小学、4所初级中学、3所普通高中和1所农业高中。2018至2019学年度，塞镇境内共有在校中等教育阶段学生679名。

### 医疗
截止2021年1月1日，塞镇境内共有全科医生5名、保健师5名、牙医2名和护士11名。境内共有药房2家、残疾人帮扶中心3家。
塞镇中心医院（Centre Hospitalier de Sées）是法国的一个区域性医疗机构，其主病区位于塞镇市中心，设有床位259个，是当地规模最大的公立综合性医院。

### 住房
2019年，塞镇境内共有各类住房2,384套，其中63.8%为独立式居民区，35.8%为集中式居民区。常住房屋占塞镇市镇范围内居民建筑总量的81.2%。
在住房保障政策方面，2021年，塞镇境内共有734户家庭获得了住房经济补助，受益人数占总人口数量的17.5%，其中715份为房租补助。

### 商业
2021年，塞镇境内共有各类实体商铺102家，其中餐厅15家、大型超市4家、杂货店1家、面包房6家、肉铺3家、书店2家、装饰品店1家、银行门店5家、美容美发店8家、汽车维修店7家。市区东北部建有一家Intermarché购物超市。

### 体育
2021年，塞镇境内共有1间体育馆、1座综合体育场、3处网球场、1处马术场、2处足球或橄榄球场以及1处篮球或排球场。
截至2023年2月，塞镇足球俱乐部（Sées Football Club，编号547667）是塞镇境内唯一的一家注册足球俱乐部，该足球队成立于2012年，其主队2022至2023赛季参加奥恩省足球联赛丙组（法国第十一级别），其主场为皮埃尔·萨罗特体育中心（Complexe Sportif Pierre Sarraute）。

### 环境
塞镇的环境事务由其所属的奥恩河源市镇公共社区联合各级政府协调负责。2021年，塞镇境内暂无污染企业。

### 治安
2021年，塞镇市镇范围内有1处宪兵队。
塞镇及其附近的共185个市镇是阿朗松-阿让唐国家宪兵队（zone gendarmerie de Alençon-Argentan）的管辖范围。2020年，该宪兵队累计记录各类案件2,218起，其中盗窃类案件980起，经济类案件344起，毒品交易类案件62起。

## 文化
2021年，塞镇境内共有1家电影院和1家博物馆。塞镇境内建有埃米尔·左拉多媒体中心（Médiathèque Émile Zola），每周二至六向公众开放。

### 建筑
塞镇境内有多处历史建筑，其中塞镇主教座堂、圣马丁修道院、谷物大堂等为法国国家文物保护单位。

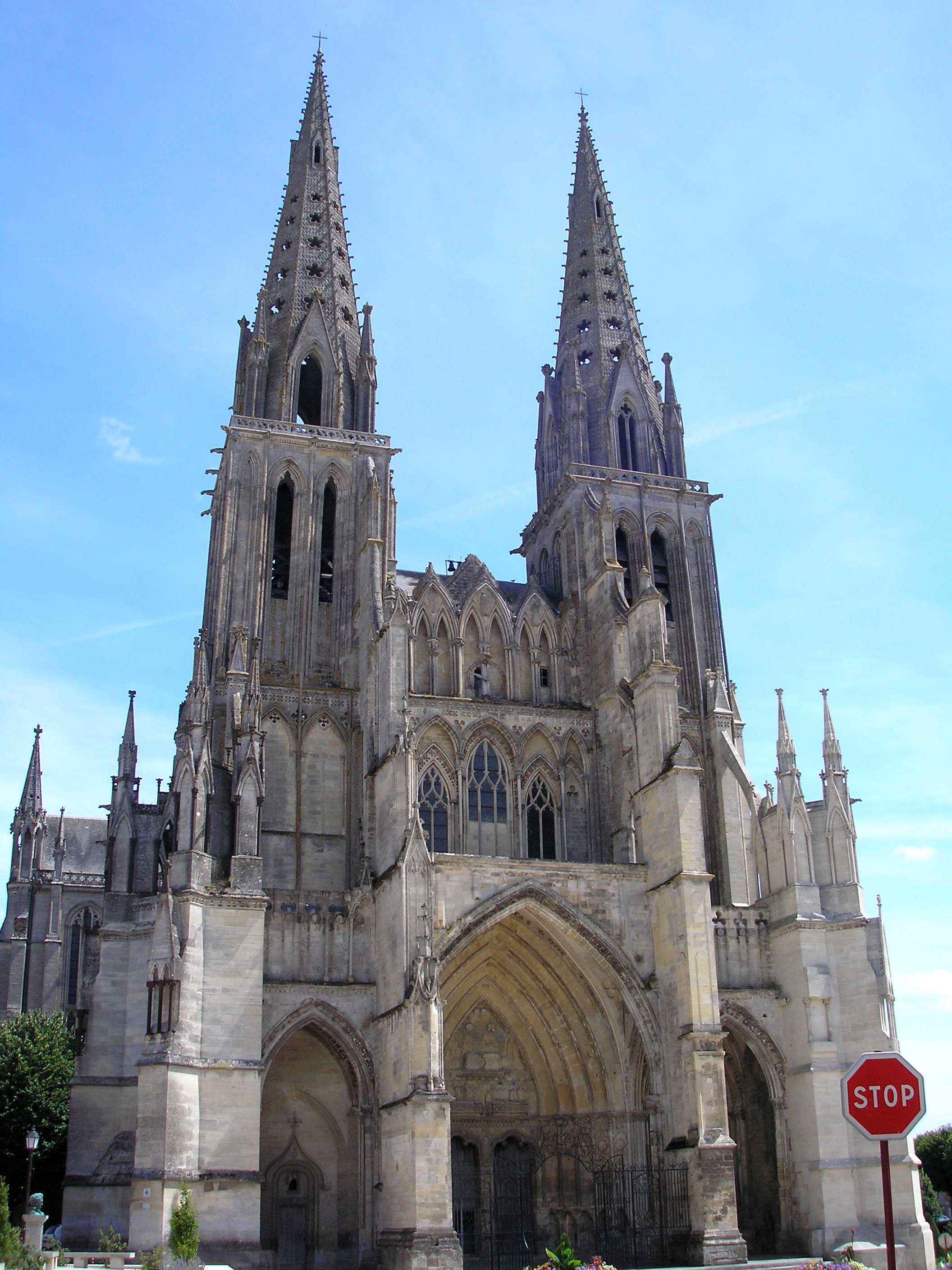
主教座堂
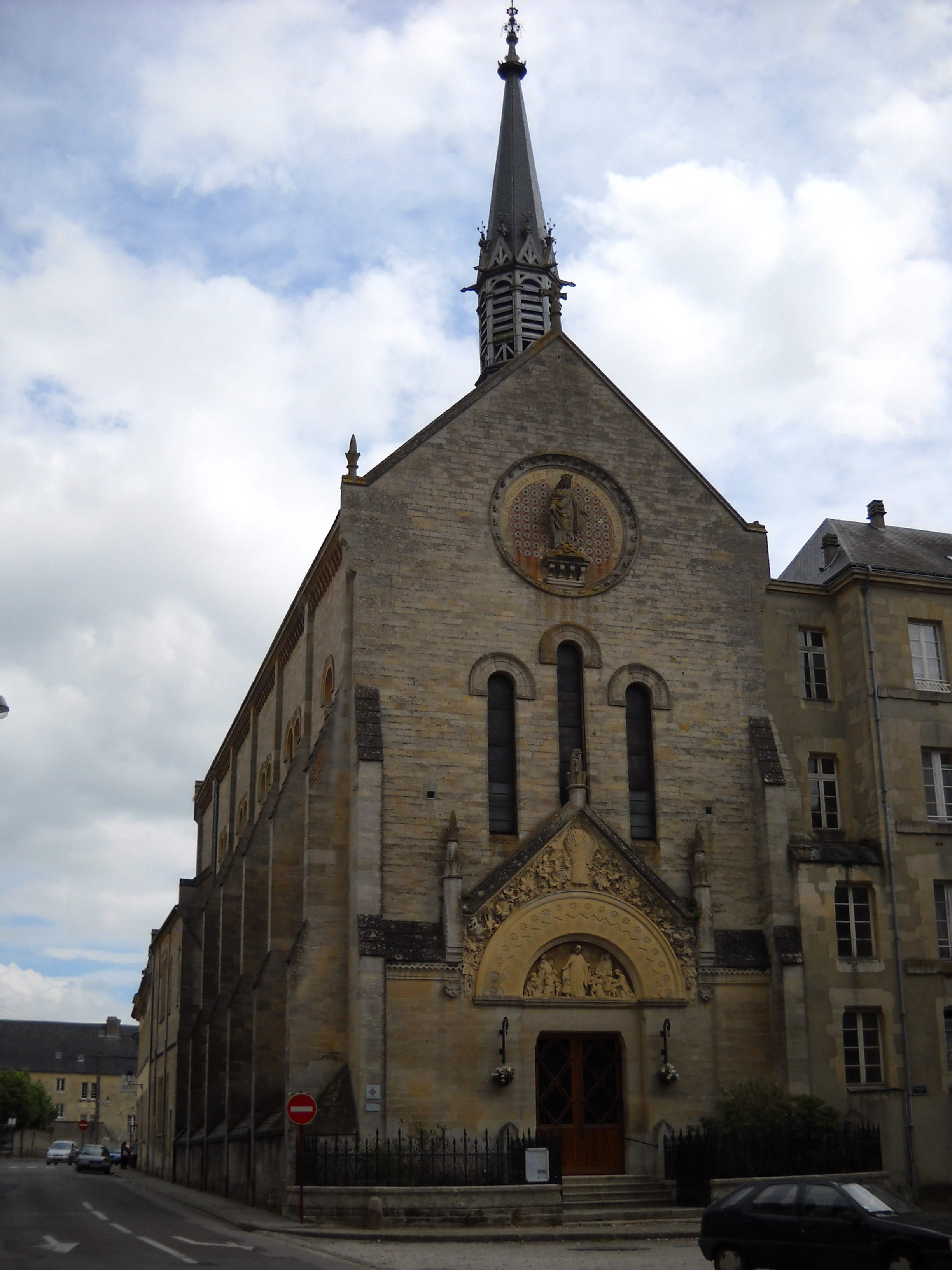
圣母无玷始胎圣殿
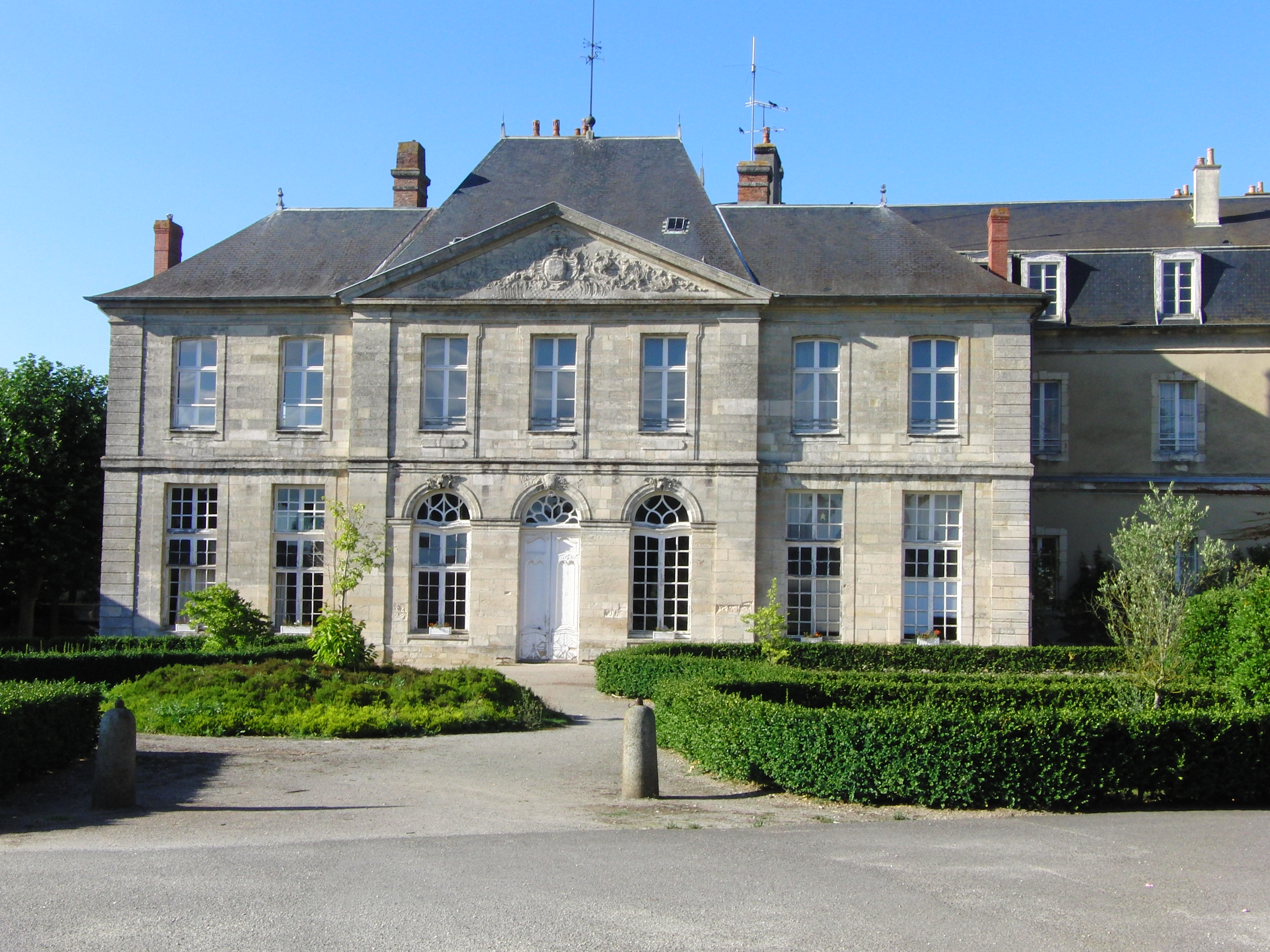
圣马丁修道院（法语：Abbaye Saint-Martin de Sées）
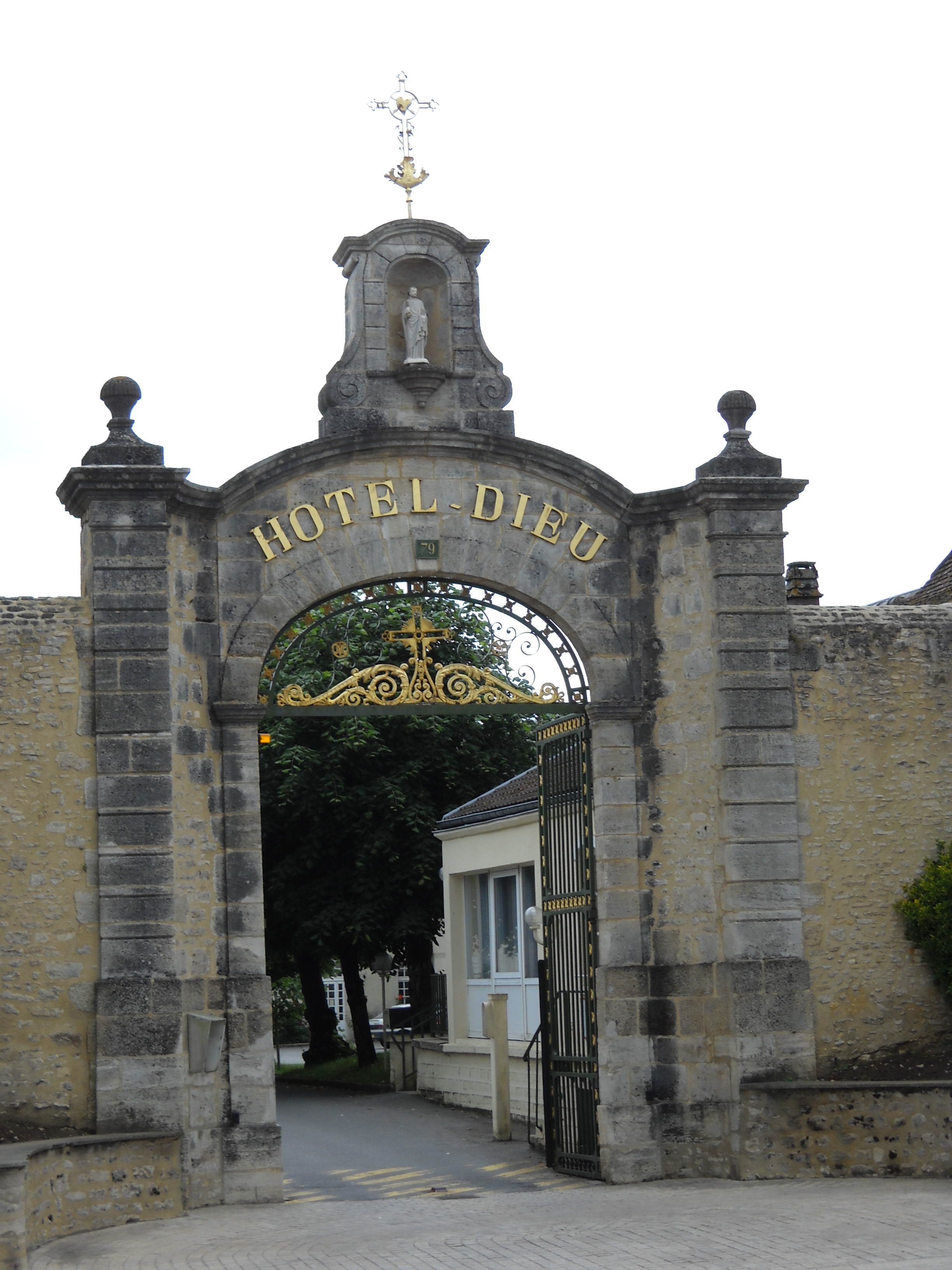
神学院
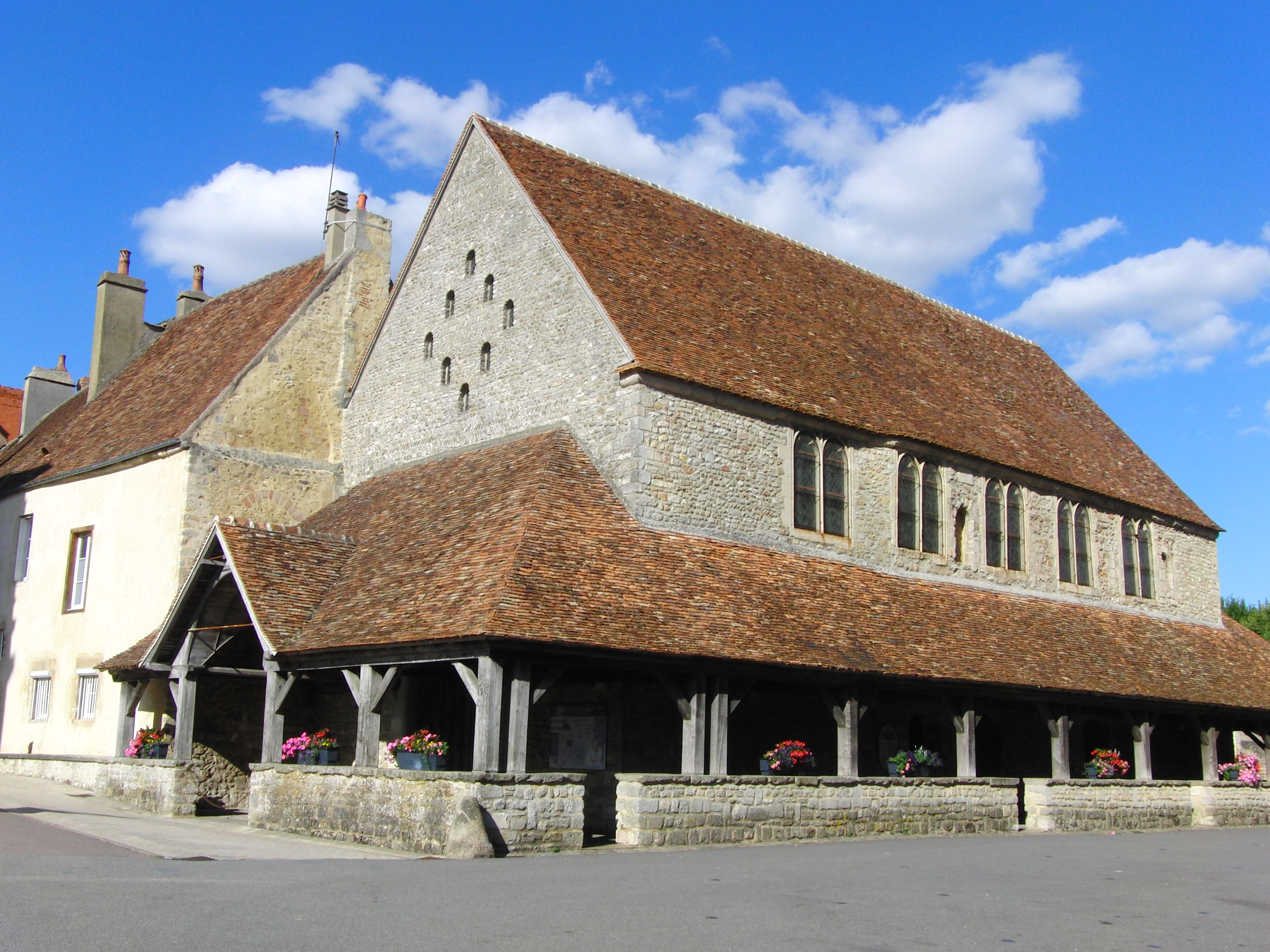
牧师小教堂（法语：Chapelle canoniale de Sées）
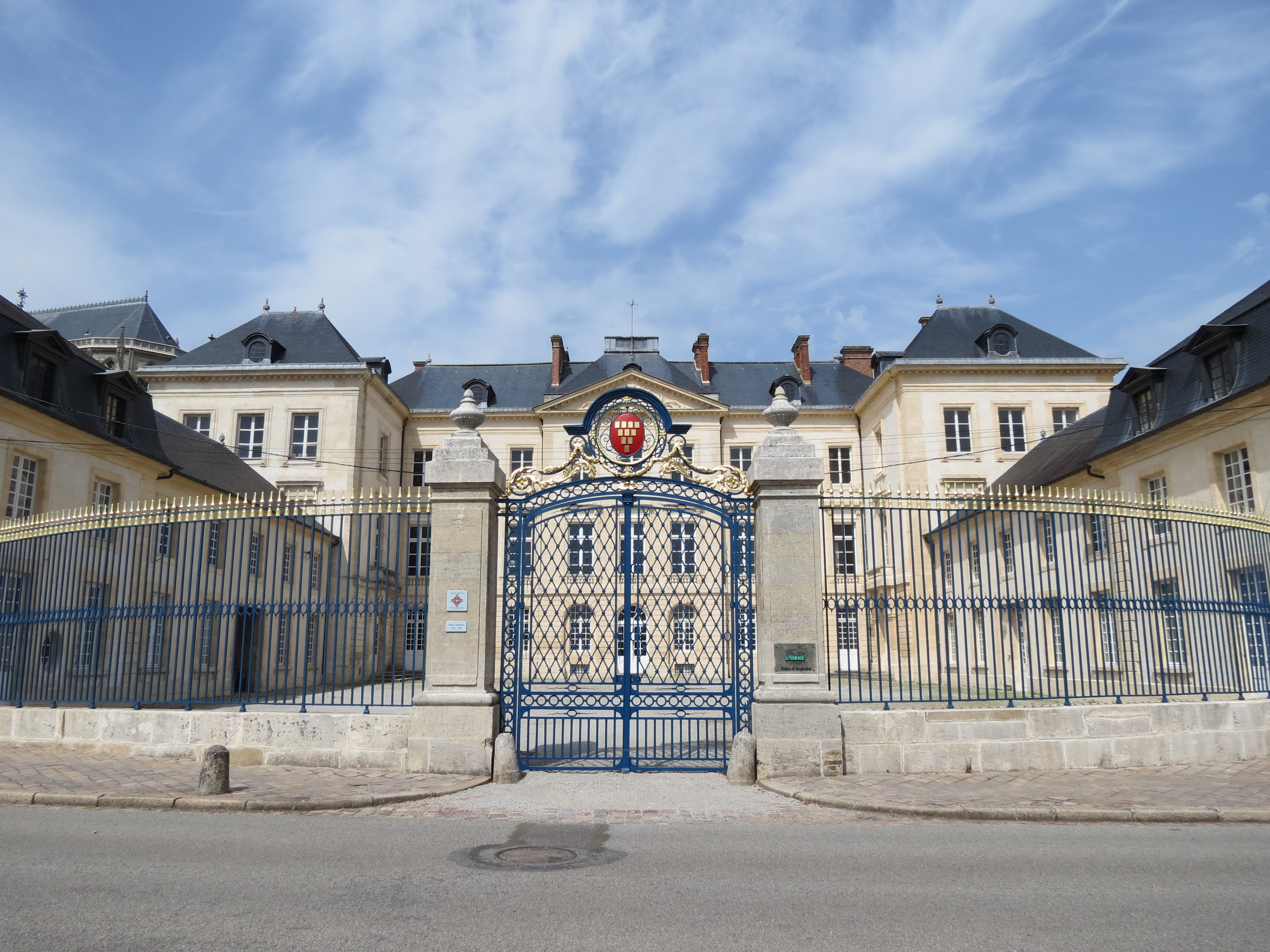
阿尔让特雷宫（法语：Palais d'Argentré）
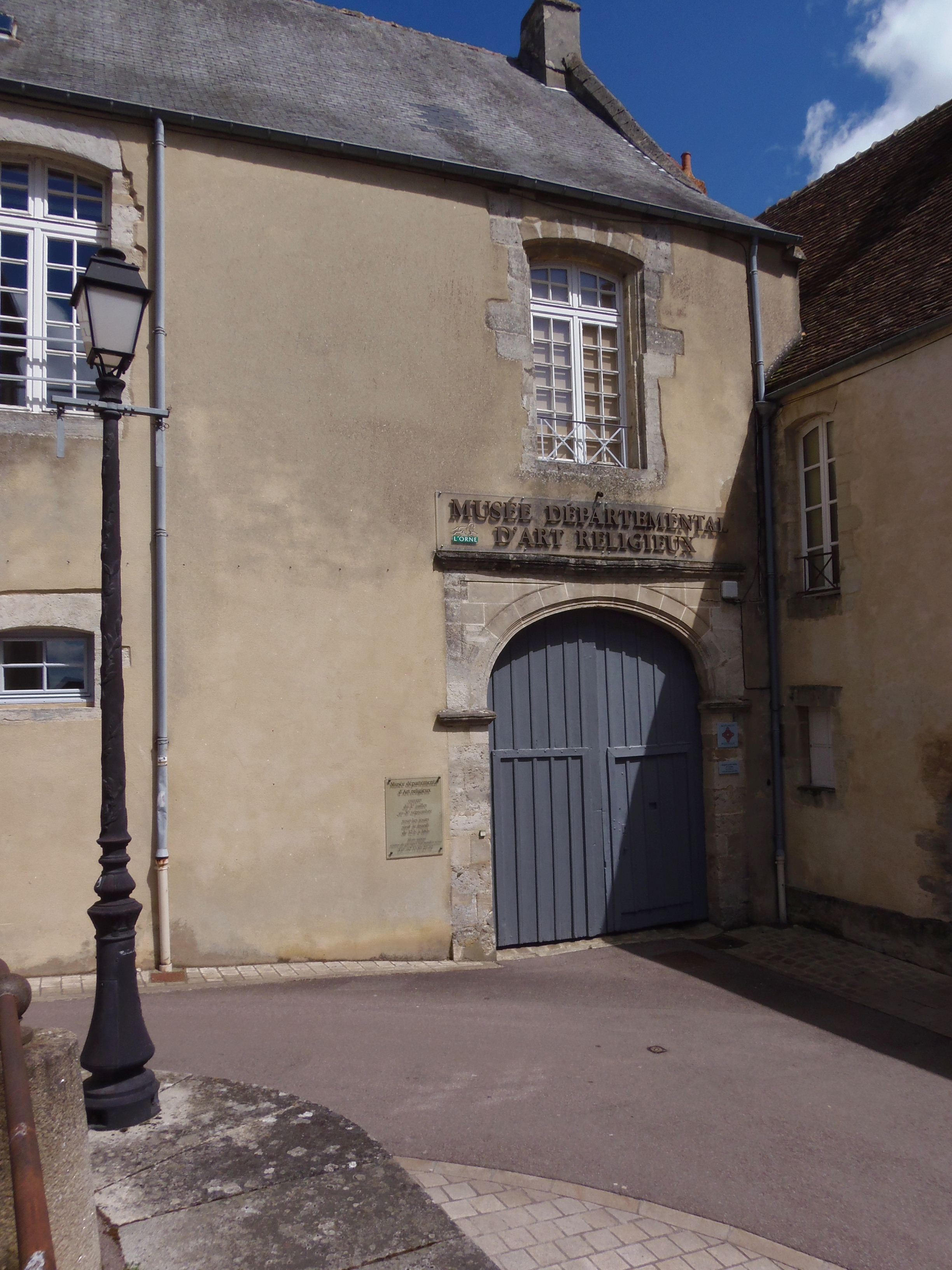
总府楼（法语：Logis capitulaire de Sées）
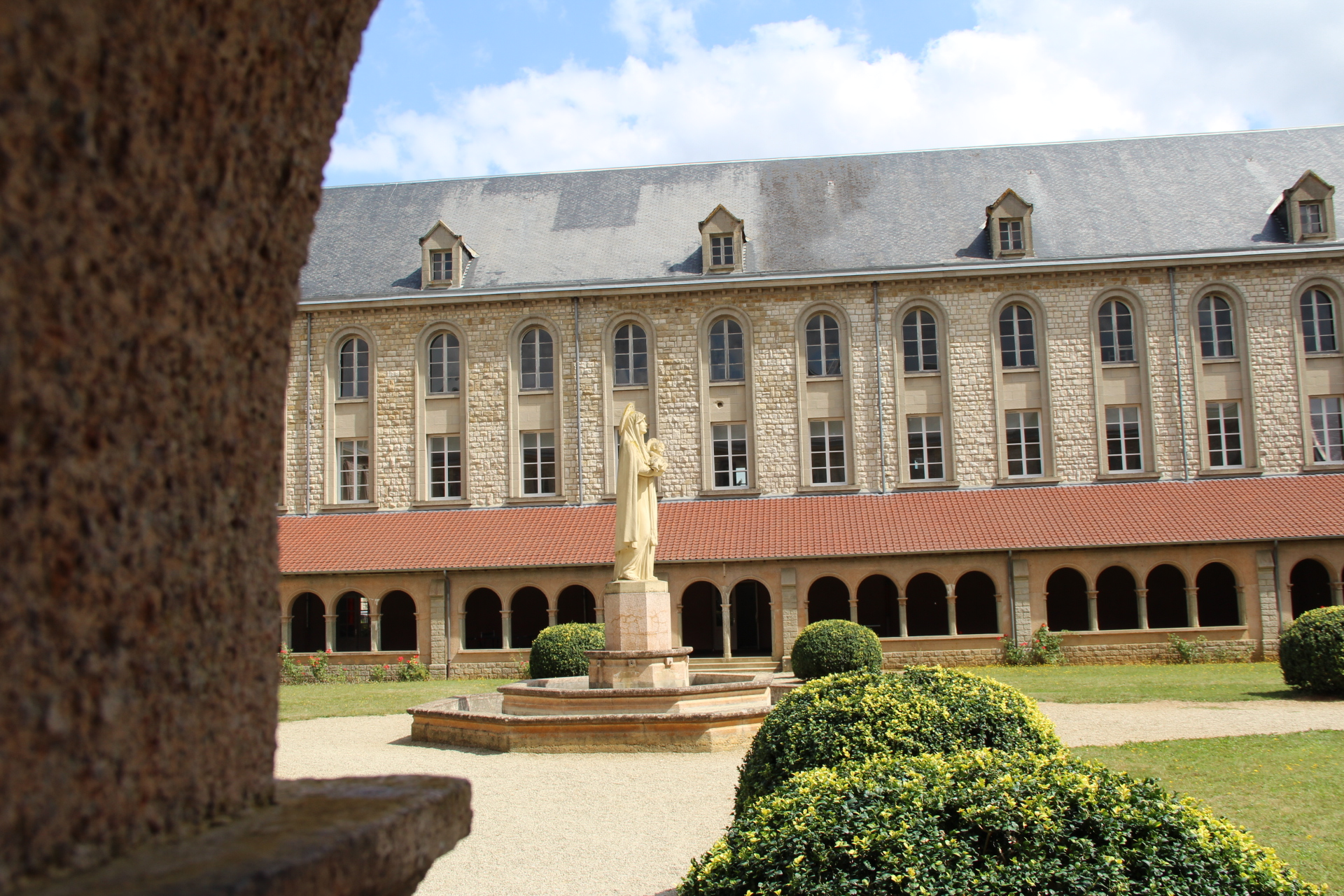
讲堂

### 旅游
塞镇的旅游事务由其所属的奥恩河源市镇公共社区负责。2022年，塞镇境内共有2家酒店共计14间房间；另有1个露营地，可容纳共50辆露营车。

### 媒体
法国主要的媒体均可在塞镇接收，法国电视三台下属的诺曼底大区频道在部分时段播出塞镇所在奥恩省的地方新闻。《法国西部报》、《奥恩省战斗报》、蓝色法兰西下诺曼底广播等是当地主要的地方性媒体。

## 相关人物
法国画家路易·福尔通和历史学家夏尔·波尔塞出生于塞镇。

## 友好城市
截至2023年2月，塞镇共与三座城市互为友好城市关系：
- 德国 特尼斯福斯特
- 英格兰 绍斯韦尔
- 捷克 斯塔雷梅斯托